# Ейріс II Таргарієн
Ейєріс II Таргарієн (інший варіант написання імені — Ейріс) на прізвисько Божевільний король — персонаж вигаданого світу, зображеного в серії книг «Пісня льоду і вогню» Джорджа Мартіна і в телесеріалі «Гра престолів», останній король Вестероса з династії Таргарієнів. Збожеволів і своїми репресіями проти «великих домів» спровокував повстання. Був убитий Джеймі Ланністером, після чого Залізний трон зайняв Роберт Баратеон. Дітьми Ейєріса були наслідний принц Рейегар і Дейнеріс Таргарієн. Дід Джона Сноу.
Ейєріс фігурує у низці фанатських версій. Його історичними прототипами можуть бути король Франції Карл VI Божевільний і римський імператор Калігула.

## Біографія
Згідно з Джорджем Мартіном, Ейєріс народився в 244 році від Завоювання Ейгона в сім'ї принца Драконячого каменю і спадкоємця престолу Семи королівств Джейєхеріса та його сестри-дружини Шейри. У 259 році, після пожежі в Літньому замку, його батько став королем, а Ейріс як єдиний син — принцом Драконячого каменю та спадкоємцем. Як зброєносець він брав участь у поході проти Дев'ятигрошових королів (259), зарекомендував себе як хоробрий воїн і був посвячений у лицарі своїм другом Тайвіном Ланністером (260). Ще одним другом принца був Стеффон Баратеон.
У 262 році, після смерті батька, Ейріс зайняв Залізний трон. Він призначив на всі важливі пости своїх ровесників (зокрема Тайвін Ланністер став правицею), почав будувати масштабні проекти. Ейєріс хотів побудувати нову Стіну, значно далі на північ від старої, заснувати у Вестеросі банк, провести в Дорн канал, щоб перетворити пустелю на квітучий край, побудувати нову столицю з мармуру. Всі ці задуми швидко забувалися, але все ж таки молодий король вселяв своїм наближеним великі надії; він був привабливий і щедрий, хоча вже на початку правління легко піддавався гніву.
Зміни на гірше почалися через нещасливий шлюб. Батько одружив Ейріса на його сестрі Рейєлі, і та в 259 році народила сина Рейєгара. Очікувалося, що в цьому шлюбі буде ще багато дітей, але королева перенесла два викидні (263 і 264), у 267 році народила мертву дочку Шейну, у 269 — принца Дейрона, який прожив лише півроку. За цим було народження мертвої дитини, третій викидень і народження двох хворобливих синів, які незабаром померли. Король заявив, що всіх цих дітей Рейела зачала від якихось коханців, і наказав ув'язнити її у Твердині Мейєґора. 276 року королева народила, нарешті, здорового сина — Візериса. У турботі про нього Ейріс демонстрував явне психічне нездоров'я: він наказував дегустатору пробувати молоко годувальниці, а надіслані лордами подарунки немовляті він велів спалити, бо боявся, що деякі з них зачаровані. У короля з'явилася нав'язлива пристрасть до вогню. Він оточив себе алхіміками-піромантами, ввів вогняні страти для вбивць і зрадників і особисто спостерігав за ними, мабуть, відчуваючи сексуальне збудження.
У 277 році король на шість місяців потрапив у полон до бунтівників у Сутінковій долі. З ним там поводилися вкрай грубо (навіть били), і після визволення Ейріс остаточно збожеволів. Чотири роки він провів безвиїзно в Червоному замку, весь цей час до нього не можна було торкатися навіть слугам; король не мився, не стригся, не голив бороду, майже не їв через страх перед отрутою. Він підозрював, що його син Рейгар будує проти нього змову спільно з Тайвіном Ланністером. Таємна служба на чолі з євнухом Варісом невпинно шукала зрадників, королівські вироки ставали все жорстокішими, зростала одержимість вогнем (у тому числі драконовим). У 282 році Рейгар викрав Ліанну Старк, і її батько приїхав до Червоного замку, щоб вимагати від Ейріса справедливості, але той наказав спалити його живцем. Це стало приводом для повстання трьох великих домів — Старків, Баратеонів та Арренів. Королівська армія була розгромлена при Трезубці, Рейегар, який нею командував, загинув, пізніше до заколоту приєднався Тайвін Ланністер. Ейріс хотів спалити свою столицю і згоріти разом з нею, але був убитий одним із королівських гвардійців — Джеймі Ланністером.
Пізніше королева Рейела народила від Ейріса ще одну дитину — дочку Дейнеріс.

## У книгах
Ейріс не є безпосереднім учасником подій, описаних у романах Джорджа Мартіна: дія книг починається через 15 років після його загибелі. Однак Божевільного короля часто згадують різні персонажі. У "Битві королів " Дейєнеріс бачить примару батька в Будинку Безсмертних. Це «старий у багатому одязі, темноокий, з довгим сріблястим волоссям».
Рецензенти відзначають, що вбивство Ейріса Джеймі Ланністером спричинило загибель репутації Королівської гвардії в очах жителів Вестероса.

## У серіалі
У перший епізод серіалу "Гра престолів " планувалося включити флешбек про повстання Роберта Баратеона з Лайамом Берком у ролі Ейріса. Від цієї ідеї відмовились. Божевільний король з'явився в шостій серії шостого сезону в одному з видінь Брана Старка: він сидить на Залізному троні і кричить "Спалити їх усіх! ", причому показаний безбородим і без довгих нігтів. Зіграв Ейріса Девід Рінтул.

## В образотворчому мистецтві
Американський художник-ілюстратор Майкл Комарк на одному зі своїх малюнків зобразив облогу Сутінкового Дола, на іншому — загибель Ейріса; Марк Сімонетті — розправу над Дарклінами та Холлардами після взяття Сутінкового Дола.

## Фанатські версії та оцінки образу
Ейєріс фігурує у низці гіпотез від фанатів книг Мартіна та серіалу «Гра престолів». Існує версія про те, що він зробив своєю коханкою дружину Тайвіна Ланністера Джоанну, яка дає додаткове обґрунтування ворожнечі між королем і правицею. Ейєріс міг бути біологічним батьком Тиріона (це пояснило б неприязнь Тайвіна до свого сина) або Джеймі та Серсеї (у цьому випадку Серсея, підриваючи в серіалі Велику септу Бейелора, частково реалізує останній задум батька). Згідно з ще однією гіпотезою, в «Божевільного короля» перед його смертю вселився Бран Старк. Наказ Ейріса "Спалити їх усіх! ", який був зрозумілий як бажання знищити бунтівників і жителів столиці, насправді міг бути задуманий як рада Брана по боротьбі з Іншими.
Походження від Ейріса використовувалося авторами серіалу як пояснення того, чому Дейєнеріс вирішила спалити Королівську гавань замість того, щоб просто прийняти капітуляцію міста.
Історичними прототипами Ейєріса II могли стати король Франції Карл VI Божевільний, який правив в епоху Столітньої війни і в кінці життя фактично зміщений англійцями, або римський імператор Калігула, що теж збожеволів і був вбитий своїми підданими.